# Is Anyone Up?
Is Anyone Up? était un site web pornographique en ligne basé sur des photos volées et piratées qui a cessé ses activités en 2012. Il permettait aux utilisateurs de soumettre photographies et vidéos de manière anonyme, principalement des nudes ou  des vidéos sexuellement explicites. Le site était étroitement associé à la scène musicale metalcore et post-hardcore, présentant et représentant également de nombreuses photos nues de musiciens de ces genres.
Sur des motifs de vengeance pornographique, le site Web a été fermé le 19 avril 2012.